# I Calabruzi
I Calabruzi è il primo album del gruppo musicale di canzoni popolari calabresi Calabruzi pubblicato nel 1994.

## Tracce
1. U vinuzzu
2. Sirinata malandrina
3. Canta sud
4. Tri vucetti
5. Amuri amuri
6. Tarantella sambiasana
7. U mariti
8. L'uvicella
9. Oilì oilà